# کلی اندرسون
 کلی اندرسون (انگلیسی: Kelly Anderson؛ زاده ۲۰ آوریل ۱۹۸۵) یک تنیس‌باز اهل آفریقای جنوبی است.